# 金川三角城遗址
金川三角城遗址，位于中国甘肃省金昌市金川区，2013年3月5日公布为第七批全国重点文物保护单位，类型为古遗址。
金川三角城遗址的历史年代为西周至春秋。